# Підгородненська міська рада
Підгоро́дненська міська́ ра́да Підгородненської міської територіальної громади (до 2019 року — Підгородненська міська рада) — орган місцевого самоврядування Підгородненської міської територіальної громади Дніпровського району Дніпропетровської області. Адміністративний центр — місто Підгородне.

## Загальні відомості
- Населення ради: 18 119 осіб (станом на 2001 рік)

## Населені пункти
Міській раді підпорядковані населені пункти:
- м. Підгородне
- с. Перемога

## Склад ради
Рада складається з 26 депутатів та голови.
- Голова ради: Горб Андрій Іванович

### Керівний склад попередніх скликань
| Прізвище, ім'я, по батькові | Основні відомості                                                       | Дата обрання | Дата звільнення |
| --------------------------- | ----------------------------------------------------------------------- | ------------ | --------------- |
| Курочка Павло Павлович      | Міський голова, 1969 року народження, безпартійний                      | 26.03.2006   | 31.10.2010      |
| Дудка Петро Федорович       | Міський голова, 1961 року народження, освіта вища, член Партії регіонів | 31.10.2010   |                 |

Примітка: таблиця складена за даними сайту Верховної Ради України

### Депутати
За результатами місцевих виборів 2010 року депутатами ради стали:

#### За суб'єктами висування
| Суб'єкт висування                                       | Кількість обраних депутатів | %    |
| ------------------------------------------------------- | --------------------------- | ---- |
| Партія регіонів                                         | 17                          | 56,7 |
| Політична партія Всеукраїнське об'єднання «Батьківщина» | 3                           | 10   |
| Політична партія «Сильна Україна»                       | 3                           | 10   |
| Політична партія «Фронт Змін»                           | 3                           | 10   |
| Політична партія Всеукраїнське об'єднання «Громада»     | 2                           | 6,7  |
| Соціал-демократична партія України                      | 1                           | 3,3  |
| Соціал-демократична партія України (об'єднана)          | 1                           | 3,3  |

#### За округами
| № округу                                                | Прізвище, ім'я, по батькові        | Дата визнання обраним | Освіта  | Партійна приналежність                                      | Відомості про обраного депутата                                                 |
| ------------------------------------------------------- | ---------------------------------- | --------------------- | ------- | ----------------------------------------------------------- | ------------------------------------------------------------------------------- |
| Партія регіонів                                         |                                    |                       |         |                                                             |                                                                                 |
| б/м                                                     | Побігай Людмила Яківна             | 04.11.2010            | вища    | член Партії регіонів                                        | КЗ Підгородненська міська лікарня, головний лікар                               |
| б/м                                                     | Криворучко Олександр Володимирович | 04.11.2010            | вища    | член Партії регіонів                                        | ВАТ ЕК «Дніпрообленерго», заступник начальника транспортного відділу            |
| б/м                                                     | Ступак Віктор Іларіонович          | 04.11.2010            | середня | член Партії регіонів                                        | приватний підприємець                                                           |
| б/м                                                     | Красовський Дмитро Володимирович   | 04.11.2010            | вища    | член Партії регіонів                                        | Підгородненська дільниця ВЕМ, старший майстер                                   |
| б/м                                                     | Барабан Тетяна Анатоліївна         | 04.11.2010            | середня | член Партії регіонів                                        | Підгородненська міська рада, спеціаліст                                         |
| б/м                                                     | Євграфов Дмитро Анатолійович       | 04.11.2010            | середня | член Партії регіонів                                        | ТОВ "Торговельний Дім «Авіон», директор                                         |
| 1                                                       | Надрега Василь Петрович            | 04.11.2010            | вища    | член Партії регіонів                                        | Підгородненська міська рада, в.о. заступника голови                             |
| 3                                                       | Кроленко Олександр Миколайович     | 04.11.2010            | середня | член Партії регіонів                                        | Садівниче товариство «Ювілейний-2», голова правління                            |
| 4                                                       | Крічкевич Юрій Васильович          | 04.11.2010            | вища    | член Партії регіонів                                        | КЗ Підгородненська СШ № 3, директор                                             |
| 5                                                       | Закладна Людмила Миколаївна        | 04.11.2010            | вища    | член Партії регіонів                                        | КЗ Підгородненська СШ № 3, педагог-організатор                                  |
| 6                                                       | Власюк Віктор Іванович             | 04.11.2010            | середня | член Партії регіонів                                        | приватний підприємець                                                           |
| 8                                                       | Воробйова Олександра Любомирівна   | 04.11.2010            | вища    | член Партії регіонів                                        | КЗ Підгородненська СШ № 1, директор                                             |
| 10                                                      | Язиковська Надія Іванівна          | 04.11.2010            | середня | член Партії регіонів                                        | ТОВ КП «Центральний ринок», бухгалтер                                           |
| 11                                                      | Чубенко Дмитро Дмитрович           | 04.11.2010            | середня | член Партії регіонів                                        | ВАТ «Дніпрогаз», слюсар                                                         |
| 12                                                      | Криворучко Віктор Іванович         | 04.11.2010            | середня | член Партії регіонів                                        | приватне підприємство «Резнік», водій                                           |
| 13                                                      | Криворучко Євген Васильович        | 04.11.2010            | вища    | член Партії регіонів                                        | КЗ «Дніпропетровська ЦРЛ», лікар-хірург                                         |
| 15                                                      | Чередніченко Вікторія Іванівна     | 04.11.2010            | вища    | член Партії регіонів                                        | КЗ народний історично-краєзнавчий музей Підгородненської міської ради, директор |
| Політична партія Всеукраїнське об'єднання «Батьківщина» |                                    |                       |         |                                                             |                                                                                 |
| б/м                                                     | Слуцький Владислав Валентинович    | 04.11.2010            | вища    | член Всеукраїнського об'єднання «Батьківщина»               | приватне підприємство, директор                                                 |
| б/м                                                     | Дубоніс Юрій Іванович              | 04.11.2010            | середня | член Всеукраїнського об'єднання «Батьківщина»               | приватне підприємство, директор                                                 |
| 7                                                       | Полив'яна Лариса Вікторівна        | 04.11.2010            | вища    | член Всеукраїнського об'єднання «Батьківщина»               | приватне підприємство, директор                                                 |
| Політична партія Всеукраїнське об'єднання «Громада»     |                                    |                       |         |                                                             |                                                                                 |
| б/м                                                     | Сиряна Світлана Василівна          | 04.11.2010            | вища    | член Політичної партії Всеукраїнського об'єднання «Громада» | КЗ Підгородненська міська лікарня, завідувач терапевтичним відділенням          |
| б/м                                                     | Шатов Володимир Володимирович      | 04.11.2010            | вища    | член Політичної партії Всеукраїнського об'єднання «Громада» | ПП НВФ «Укрбудгеопроект», заступник директора                                   |
| Політична партія «Сильна Україна»                       |                                    |                       |         |                                                             |                                                                                 |
| б/м                                                     | Місік Олексій Олександрович        | 04.11.2010            | вища    | член Політичної партії «Сильна Україна»                     | приватний підприємець, керівник                                                 |
| б/м                                                     | Пікуш Катерина Олександрівна       | 04.11.2010            | вища    | член Політичної партії «Сильна Україна»                     | тимчасово не працює                                                             |
| 14                                                      | Терновський Андрій Миколайович     | 04.11.2010            | вища    | член Політичної партії «Сильна Україна»                     | Дніпропетровський національний університет ім. О. Гончара, викладач             |
| Політична партія «Фронт Змін»                           |                                    |                       |         |                                                             |                                                                                 |
| б/м                                                     | Вусик Іван Степанович              | 04.11.2010            | середня | член Політичної партії «Фронт Змін»                         | фізична особа-підприємець                                                       |
| б/м                                                     | Старишко Григорій Григорович       | 04.11.2010            | вища    | член Політичної партії «Фронт Змін»                         | Дніпропетровський район електричних мереж, старший інженер п.т.в.               |
| 9                                                       | Деменко Ольга Володимирівна        | 04.11.2010            | вища    | член Політичної партії «Фронт Змін»                         | Національний гірничий університет, асистент                                     |
| Соціал-демократична партія України                      |                                    |                       |         |                                                             |                                                                                 |
| 2                                                       | Булах Михайло Михайлович           | 04.11.2010            | середня | позапартійний                                               | тимчасово не працює                                                             |
| Соціал-демократична партія України (об'єднана)          |                                    |                       |         |                                                             |                                                                                 |
| б/м                                                     | Кошель Микола Петрович             | 17.11.2010            | вища    | член Соціал-демократичної партії України (об'єднаної)       | пенсіонер                                                                       |